# تاریخ اردن

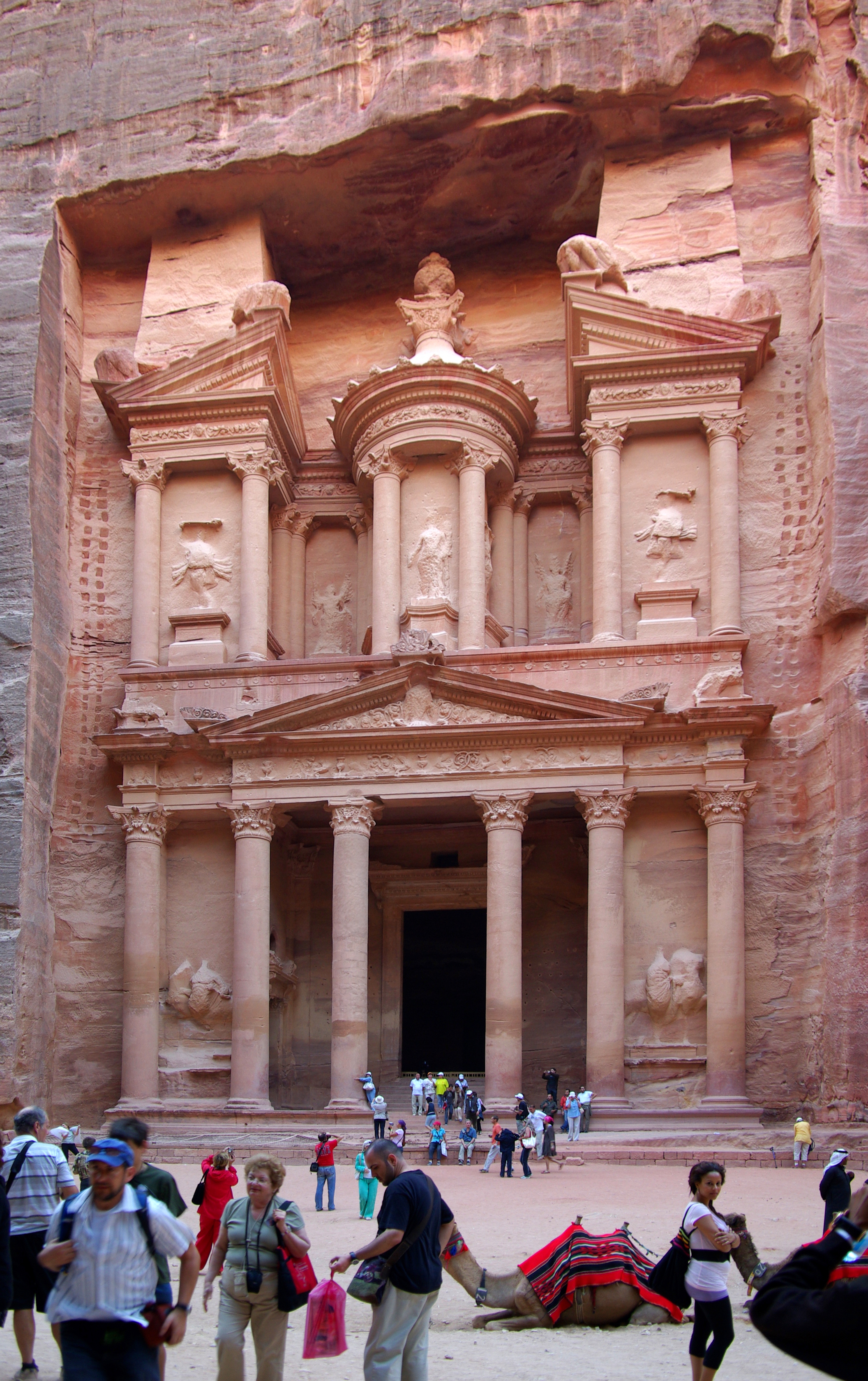
شهر باستانی پترا.

## پادشاهی هاشمی اردن
در پایان جنگ جهانی اول پس از فروپاشی امپراتوری عثمانی، جامعه ملل کشور سوریه را تحت قیمومیت فرانسه و فلسطین را تحت قیمومیت انگلیس تشکیل داد. ۸۰ درصد از منطقه فلسطین تحت قیمومیت انگلیس در ناحیهٔ خاور رود اردن یا «فرا-اُردن» واقع شده بود. در سال ۱۹۲۱، بریتانیا کنترل نیمه‌خودگردان فرا-اردن را به خاندان هاشمی که در جنگ داخلی برای کنترل مکه و مدینه از خاندان سعود شکست خورده بودند واگذار کرد.
هاشمی‌ها تا پایان جنگ جهانی دوم بر فرااردن حکومت کردند. در سال ۱۹۴۶ بریتانیایی‌ها از سازمان ملل متحد خواستند تا به قیمومیت فلسطین در فلسطین فرااردن خاتمه دهد. با تصویب این درخواست توسط سازمان ملل، پارلمان عبدالله بن الحسین امیر فرا اردن و فرزند حکمران سابق حجاز عربستان را اولین حاکم «پادشاهی اردن هاشمی» اعلام کرد. اردن یکی از دو کشوری است که نامشان برگرفته از نام یک خاندان است؛ کشور دیگر عربستان است که وجه تسمیه آن خاندان سعود است.
در سال ۱۹۵۰، فرااردن، کرانه باختری را که به‌دنبال آتش‌بس پس از جنگ مجمع اعراب و اسرائیل و اعلام استقلال در سال ۱۹۴۸ تحت کنترل داشت، به خود ملحق کرد. تنها انگلستان این الحاق را به رسمیت شناخت.
پس از تشکیل جمهوری متحده عربی توسط مصر و سوریه و نیز وقوع انقلاب عراق در سال ۱۹۵۸، مسیرهای بازرگانی اردن و عرضه نفت عراق قطع شدند. در پی آن، اردن ناچار شد از ایالات متحده و بریتانیا که از گسترش درگیری‌ها بین اردن و جمهوری متحده عربی جلوگیری می‌کردند، درخواست کمک کند.

در سال ۱۹۶۵، بین اردن و عربستان سعودی تبادل زمین صورت گرفت. در این تبادل، اردن مساحت گسترده‌ای از مناطق بیابانی را در ازای مساحتی کوچک از مناطق ساحلی در نزدیکی عقبه واگذار کرد.
در ماه مه سال ۱۹۶۷، اردن با سوریه یک پیمان دفاعی مشترک به امضا رساند و در پی آن به همراه سوریه، مصر و عراق در جنگ ژوئن ۱۹۶۷ علیه اسرائیل شرکت کرد. در طی این جنگ، کرانه باختری و شرق بیت‌المقدس به تصرف اسرائیل درآمد. (بخش غربی آن از قبل تحت تصرف اسرائیل بود). در سال ۱۹۸۸، اردن از کلیه ادعاهای خود نسبت به کرانه باختری چشم‌پوشی کرد اما تا زمان حل و فصل مشکلات نقش سرپرستی این مناطق را به عهده گرفت، و پیمان صلح ۱۹۹۴ این کشور با اسرائیل به اردن اجازه می‌داد تا در اماکن مقدس اسلامی و مسیحی اورشلیم به نقش خود ادامه دهد. سازمان ملل معتقد است کرانه باختری قلمرویی است که توسط اسرائیل اشغال شده و معتقد است که طبق قطعنامه ۴۲۴ شورای امنیت سازمان ملل و قطعنامه ۳۳۸ شورای امنیت سازمان ملل وضعیت نهایی آن باید از طریق مذاکرات مستقیم میان طرفین درگیر مشخص شود.

## آوارگان و سپتامبر سیاه
جنگ سال ۱۹۶۷، تعداد آوارگان فلسطینی را به‌ویژه کسانی‌که در کرانه باختری زندگی می‌کردند به‌شدت افزایش داد. درحالی‌که جمعیت– پناهندگان فلسطینی ساکن در اردن در سال ۱۹۶۶، ۷۰۰هزار نفر بود، ۳۰۰هزار نفر دیگر نیز از کرانه باختری به این تعداد اضافه شده‌است. در دوران پس از جنگ ۱۹۶۷، عناصر مقاومت فلسطینی («فدایین») در اردن قدرت و اهمیت فراوانی به‌دست آوردند. «فدایین» که از لحاظ نظامی بسیار مجهز بودند برای انسجام و امنیت حکومت هاشمی خطری روزافزون به‌شمار می‌آمدند که همین عامل به یک جنگ علنی در سال ۱۹۷۰ منجر شد. این نبرد که پس ازآن انواع مختلف رزمندگان فلسطینی از سازمان آزادیبخش فلسطین (ساف) به سپتامبر سیاه در اردن|سپتامبر سیاه معروف است و این جریان از دیدگاه فلسطینی‌ها بدین گونه است.

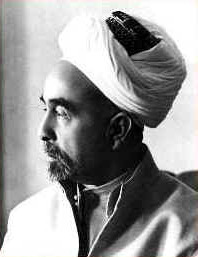
شاه عبدالله ۱

سایر دولت‌های عربی تلاش کردند برای این مسئله راه‌حل صلح‌آمیزی بیابند، اما تا ماه سپتامبر ادامه عملیات‌های «فداییان» در اردن– از جمله اندام سه هواپیمای بین‌المللی که توسط جنبش مردمی آزادسازی فلسطین ربوده و در صحرایی در شرق امان – نگهداری می‌شد، دولت اردن را بر آن داشت تا برای به‌دست آوردن کنترل بر کشور و مردم خود دست به اقدام بزند. در ادامه این جنگ سنگین یک لشکر تانک سوری با هدف حمایت از «فدایین» به شمال اردن حمله کرد اما پس از اندکی عقب‌نشینی کرد. به گفته برخی همچون «احمد جبرییل» شاه حسین اردن| حسین در این جریان از اسرائیل تقاضای کمک کرده بود و پس از آن اسرائیل تهدید کرده بود که در صورت دخالت سوریه به اردن حمله خواهد کرد.
در ۲۲ سپتامبر، وزیران خارجه کشورهای عرب در نشست خود در قاهره اعلام آتش‌بس را تصویب کردن و آن را از فردای همان روز به اجرا گذاشتند. با این حال پس از آن خشونت‌های پراکنده ادامه داشت تا اینکه در ژوئیه ۱۹۷۱، نیروهای اردنی به فرماندهی هبیس المجالی و با کمک نیروهای عراقی (که بعد از جنگ ۱۹۶۷ در اردن پایگاه داشتند)) «فدایین» را به‌طور کامل شکست دادند و آنان را از اردن اخراج کردند.
در سال ۱۹۷۴، درکنفرانس سران در رباط، اردن و سایر کشورهای مجمع عرب پذیرفتند که «ساف» «تنها نماینده قانونی مردم فلسطین است» و بدین ترتیب حق نمایندگی فلسطینیان کرانه باختری را به این سازمان واگذار کردند.

## دوران پس از سپتامبر سیاه و پیمان صلح
در طول جنگ اعراب-اسرائیل در اکتبر ۱۹۷۳ (جنگ یوم کیپور)، در محدوده تعیین شده در آتش‌بس ۱۹۶۷ در رود اردن، هیچ درگیری رخ نداد، اما در این مدت اردن یکبار یک تیپ نظامی را به سوریه اعزام کرد تا در خاک سوریه با اسرائیل بجنگد. اردن در جنگ خلیج فارس در ۱۹۹۱–۱۹۹۰ شرکت نکرد. در سال ۱۹۹۱، اردن توافق کرد تا به همراه سوریه، لبنان، و نمایندگان فدایین فلسطین، در مذاکرات مستقیم با اسرائیل در کنفرانس مادرید که روسیه و آمریکا حمایت مالی آن را بر عهده داشتند شرکت کند. در این مذاکرات در مورد پایان مخاصمات با اسرائیل بحث شد و در ۲۵ ژوئیه۱۹۹۴ بیانیه‌ای در این مورد صادر گردید (رجوع کنید به بیانیه واشینگتن). در نتیجه در ۲۶ اکتبر ۱۹۹۴، پیمان صلح اسرائیل-اردن به امضا رسید. پس از درگیری مقامات اسرائیل-فلسطین در سپتامبر سال ۲۰۰۰، دولت اردن به هر دو طرف درگیر پیشنهادهای خوبی ارائه کرد. از آن زمان اردن به دنبال حفظ صلح با تمام همسایگانش بوده‌است.

## تاریخ مدرن
در ۹ نوامبر ۲۰۰۵، اردن شاهد ۳ بمب‌گذاری هم‌زمان در هتل امان بود. در این حادثه ۵۷ نفر کشته و ۱۱۵ نفر زخمی شدند. مسئولیت این حادثه را القاعده عراق به سرکردگی ابومصعب الزرقاوی که یک اردنی‌تبار است به عهده گرفت.

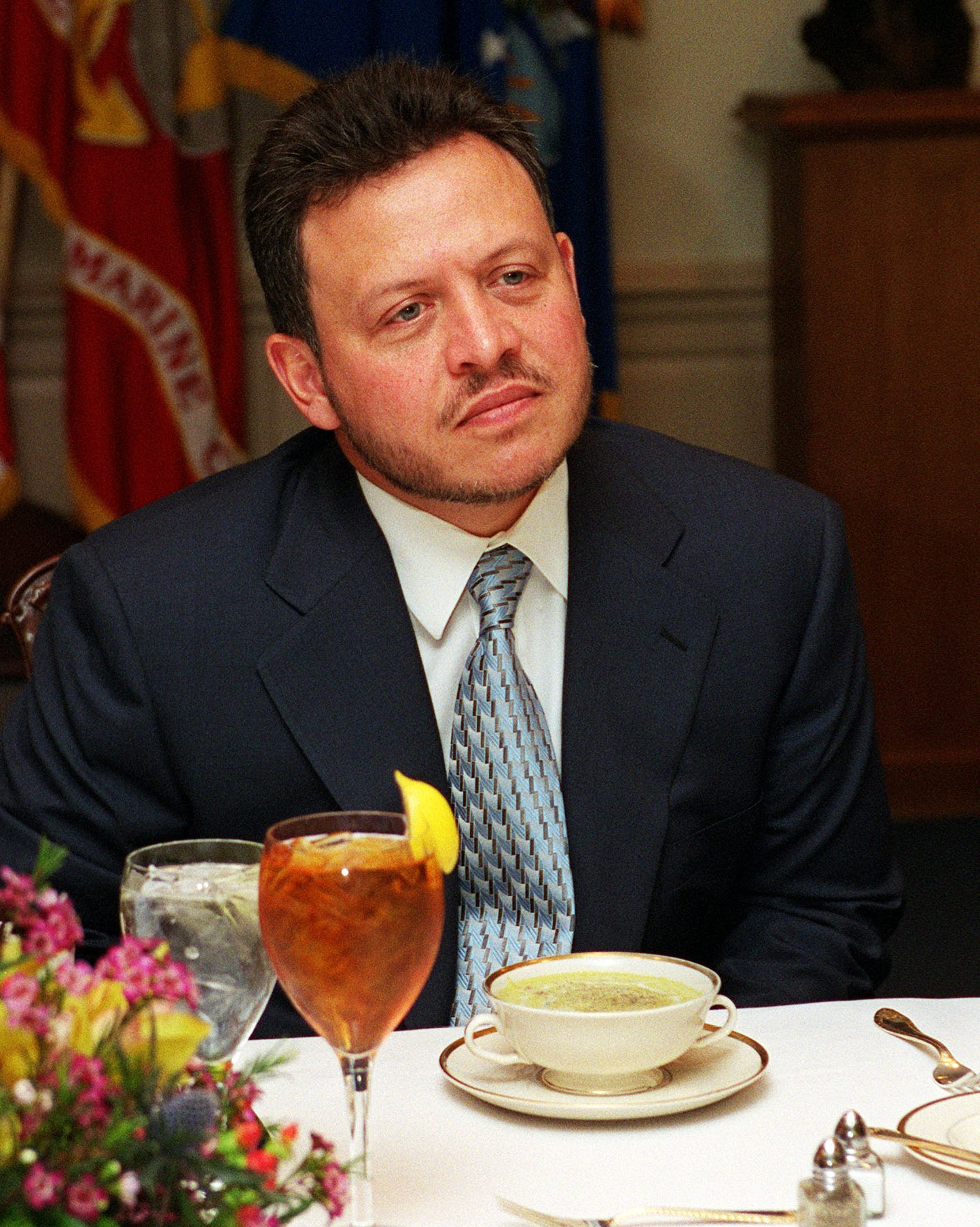
ملک عبدالله دوم، رئیس حکومت اردن

در ۴ سپتامبر ۲۰۰۶، نبیل احمد عیسی جئورای ۳۸ ساله، که یک جوشکار از اهالی شهر کدیسیه بود، در امان با یک اسلحه به سمت یک آمفی تئاتر رومی هدف‌گیری کرده و به ۱۲ گردشگر غربی شلیک کرد. در این حادثه یک مرد انگلیسی کشته و ۴ گردشگر دیگر زخمی شدند که یکی از آنها محافظ اردنی گردشگران بود. جئورا از یک خانواده انگلیسی‌تبار بود.